# Lefèbvrebrug
De Lefèbvrebrug is een brug in het Antwerpse havengebied op de rechteroever van de Schelde. De brug ligt over het noordoostelijk hoofd van de Royerssluis, de toegang naar de haven.
De Lefèbvrebrug is een rollende brug boven op de sluisdeur. Als deze brug open is voor het scheepvaartverkeer, kan het wegverkeer de sluis nog steeds passeren langs de Royersbrug aan het andere hoofd van de sluis. De bruggen en de sluis staan wel op de erfgoedlijst, maar zijn niet beschermd. Derhalve worden zij niet behouden bij de vernieuwing die tot 2025 duurt.
Albertbrug · Asiabrug · Berendrechtbrug · Boudewijnbrug · Droogdokbrug · Farnesebrug · Frederik Hendrikbrug · Kattendijkbrug · Kempischebrug · Kruisschansbrug · Lefèbvrebrug · Lillobrug · Londenbrug · Luikbrug · Meestoofbrug · Melselebrug · Mexicobrug · Nassaubrug · Noorderlaanbrug · Noordkasteelbrug · Noordlandbrug · Oosterweelbrug · Oudendijkbrug · Petroleumbrug · Royersbrug · Siberiabrug · Straatsburgbrug · Van Cauwelaertbrug · Willembrug · Wilmarsdonkbrug · Zandvlietbrug · Ophaalbrug Merksem Groot Dok · Ophaalbrug Merksem Klein Dok